# Kirkja
Kirkja is het grootste dorp op het eiland Fugloy en maakt deel uit van de gemeente Fugloyar kommuna in het uiterste noordoosten van de Faeröer. Kirkja heeft 28 inwoners en de postcode is FO 766. Kirkja is een van de twee dorpen op het eiland Fugloy en is sinds de jaren tachtig verbonden via een weg met het andere dorp Hattarvík. Kirkja en Hattarvík zijn ook bereikbaar met een veerboot die naar het plaatsje Hvannasund vaart op het grotere eiland Viðoy. De naam Kirkja betekent kerk in het Faeröers.

## Externe link

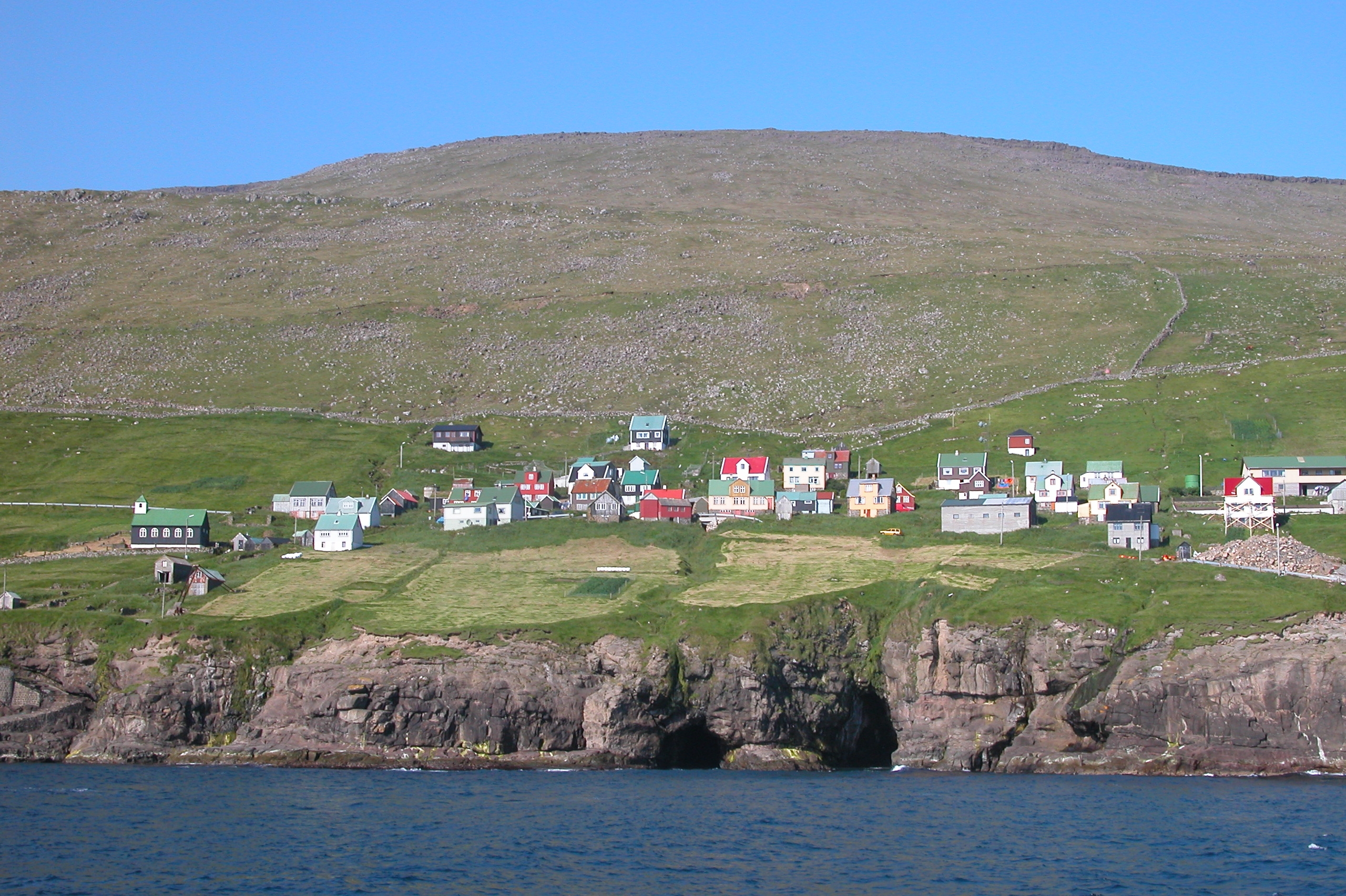
Kirkja